# Mount Konocti
Mount Konocti is een 1312 meter hoge vulkaan op de zuidwestelijke oever van Clear Lake in de Amerikaanse staat Californië. Het is na Cobb Mountain de hoogste bergtop in het Clear Lake-vulkaanveld en samen met Clear Lake het meest zichtbare landschapselement in Lake County.
Hoewel het vulkaanveld al in geen millennia is uitgebarsten, gebeuren er sporadisch wel vulkanische aardbevingen.